# Ендербі (Британська Колумбія)
Ендербі (англ. Enderby) — місто в Канаді, у провінції Британська Колумбія, у складі регіонального округу Норт-Оканаґан.

## Населення
За даними перепису 2016 року, місто нараховувало 2964 особи, показавши зростання на 1,1%, порівняно з 2011-м роком. Середня густина населення становила 695,3 осіб/км².
З офіційних мов обидвома одночасно володіли 95 жителів, тільки англійською — 2 840. Усього 180 осіб вважали рідною мовою не одну з офіційних, з них. 15 — українську.
Працездатне населення становило 50,5% усього населення, рівень безробіття — 9,6% (9,8% серед чоловіків та 10,2% серед жінок). 84,8% осіб були найманими працівниками, а 13,2% — самозайнятими.
Середній дохід на особу становив $33 627 (медіана $26 288), при цьому для чоловіків — $41 281, а для жінок $26 591 (медіани — $36 693 та $21 261 відповідно).
30,9% мешканців мали закінчену шкільну освіту, не мали закінченої шкільної освіти — 24%, 45,1% мали післяшкільну освіту, з яких 18,4% мали диплом бакалавра, або вищий.
| Статево-вікова структура населення | Статево-вікова структура населення | Статево-вікова структура населення | Статево-вікова структура населення | Статево-вікова структура населення |
| ---------------------------------- | ---------------------------------- | ---------------------------------- | ---------------------------------- | ---------------------------------- |
|                                    |                                    |                                    |                                    |                                    |
| Всього                             | Всього                             | 48,2%51,8%                         |                                    |                                    |
| 0 — 14 років                       | 0 — 14 років                       |                                    | 14,8%                              | 14,8%                              |
| 15 — 64 років                      | 15 — 64 років                      |                                    | 56,2%                              | 56,2%                              |
| 65 і більше                        | 65 і більше                        |                                    | 29%                                | 29%                                |
| 85 і більше                        | 85 і більше                        |                                    | 3,9%                               | 3,9%                               |
| Середній вік (років)               | Середній вік (років)               | 46,049,3                           | 47,7                               | 47,7                               |
| Медіана (років)                    | Медіана (років)                    | 50,454,7                           | 53,3                               | 53,3                               |
| — чоловіки — жінки                 |                                    |                                    |                                    |                                    |

| Походження мешканців:     | Походження мешканців:     | Походження мешканців: | Походження мешканців: | Походження мешканців: |
| ------------------------- | ------------------------- | --------------------- | --------------------- | --------------------- |
| Походження                |                           |                       | осіб                  | %                     |
| Корінні американці        | Корінні американці        |                       | 285                   | 9.73%                 |
| Інше північноамериканське | Інше північноамериканське |                       | 660                   | 22.53%                |
| Європейське               | Європейське               |                       | 2 460                 | 83.96%                |
| британське                | британське                |                       | 1 655                 | 56.48%                |
| французьке                | французьке                |                       | 410                   | 13.99%                |
| українське                | українське                |                       | 225                   | 7.68%                 |
| Латинськоамериканське     | Латинськоамериканське     |                       | 40                    | 1.37%                 |
| Африканське               | Африканське               |                       | 15                    | 0.51%                 |
| Азійське                  | Азійське                  |                       | 55                    | 1.88%                 |

| Зайнятість населення за галузями (за класифікацією NOC): | Зайнятість населення за галузями (за класифікацією NOC): | Зайнятість населення за галузями (за класифікацією NOC): | Зайнятість населення за галузями (за класифікацією NOC): | Зайнятість населення за галузями (за класифікацією NOC): |
| -------------------------------------------------------- | -------------------------------------------------------- | -------------------------------------------------------- | -------------------------------------------------------- | -------------------------------------------------------- |
|                                                          |                                                          |                                                          |                                                          |                                                          |
| Управління                                               | Управління                                               |                                                          | 6,5%                                                     | 6,5%                                                     |
| Бізнес, фінанси та адміністрування                       | Бізнес, фінанси та адміністрування                       |                                                          | 13,1%                                                    | 13,1%                                                    |
| Природничі та прикладні науки                            | Природничі та прикладні науки                            |                                                          | 2,9%                                                     | 2,9%                                                     |
| Охорона здоров'я                                         | Охорона здоров'я                                         |                                                          | 6,1%                                                     | 6,1%                                                     |
| Освіта, правозахист, муніципальні та урядові служби      | Освіта, правозахист, муніципальні та урядові служби      |                                                          | 10,6%                                                    | 10,6%                                                    |
| Мистецтво, культура, відпочинок та спорт                 | Мистецтво, культура, відпочинок та спорт                 |                                                          | 3,3%                                                     | 3,3%                                                     |
| Роздрібна торгівля та послуги                            | Роздрібна торгівля та послуги                            |                                                          | 22,4%                                                    | 22,4%                                                    |
| Гуртова торгівля, транспорт та обладнання                | Гуртова торгівля, транспорт та обладнання                |                                                          | 24,1%                                                    | 24,1%                                                    |
| Природні ресурси, сільське господарство                  | Природні ресурси, сільське господарство                  |                                                          | 3,3%                                                     | 3,3%                                                     |
| Виробництво                                              | Виробництво                                              |                                                          | 8,2%                                                     | 8,2%                                                     |

## Клімат
Середня річна температура становить 7,7°C, середня максимальна – 23,7°C, а середня мінімальна – -11,9°C. Середня річна кількість опадів – 576 мм.
| Клімат поселення                              | Клімат поселення | Клімат поселення | Клімат поселення | Клімат поселення | Клімат поселення | Клімат поселення | Клімат поселення | Клімат поселення | Клімат поселення | Клімат поселення | Клімат поселення | Клімат поселення | Клімат поселення |
| Показник                                      | Січ.             | Лют.             | Бер.             | Квіт.            | Трав.            | Черв.            | Лип.             | Серп.            | Вер.             | Жовт.            | Лист.            | Груд.            |                  |
| Середній максимум, °C                         | 2,16             | 5,60             | 10,33            | 15,29            | 19,96            | 23,70            | 22,34            | 22,14            | 16,80            | 10,40            | 4,35             | −0,74            |                  |
| Середня температура, °C                       | −4,88            | −1,46            | 3,29             | 8,24             | 12,92            | 16,66            | 19,36            | 19,16            | 13,82            | 7,41             | 1,37             | −3,73            |                  |
| Середній мінімум, °C                          | −11,94           | −8,51            | −3,76            | 1,19             | 5,87             | 9,61             | 16,38            | 16,16            | 10,84            | 4,43             | −1,6             | −6,72            |                  |
| Норма опадів, мм                              | 56               | 32               | 32               | 36               | 54               | 59               | 50               | 38               | 42               | 45               | 68               | 64               |                  |
| Середньомісячна швидкість вітру, м/с          | 1.74             | 1.70             | 1.92             | 2.11             | 2.03             | 2.00             | 1.92             | 1.81             | 1.70             | 1.71             | 1.90             | 1.90             |                  |
| Середньомісячна сонячна радіація, кДж/м²·день | 3154             | 6441             | 11401            | 16467            | 20173            | 21804            | 22961            | 19555            | 13766            | 7863             | 3629             | 2524             |                  |
| --------------------------------------------- | ---------------- | ---------------- | ---------------- | ---------------- | ---------------- | ---------------- | ---------------- | ---------------- | ---------------- | ---------------- | ---------------- | ---------------- | ---------------- |
| Джерело:                                      |                  |                  |                  |                  |                  |                  |                  |                  |                  |                  |                  |                  |                  |